# Jarosław Jach
Jarosław Przemysław Jach (ur. 17 lutego 1994 w Bielawie) – polski piłkarz, występujący na pozycji obrońcy  w Zniczu Pruszków. Dwukrotny reprezentant Polski.

## Kariera klubowa
W młodości, za namową matki trenował również pływanie. Swoją karierę piłkarską zaczynał w Pogoni Pieszyce, skąd przeszedł do Lechii Dzierżoniów, a stamtąd do Zagłębia Lubin. 23 stycznia 2018 r. podpisał 3,5 roczny kontrakt z klubem Crystal Palace. W 2019 był wypożyczony do klubu Sheriff Tyraspol, z którym zdobył mistrzostwo Mołdawii i Puchar Mołdawii.    
W latach 2019–2020 oraz w 2021 r. był wypożyczony do Rakowa Częstochowa, z którym w 2021 r. zdobył wicemistrzostwo Polski i Puchar Polski. 25 czerwca 2022 wrócił do Zagłębia Lubin, podpisując obowiązującą do 30 czerwca 2025 umowę. W sezonie 2022/2023 rozegrał 25 meczów w Ekstraklasie, zdobywając 1 bramkę. Rundę jesienną sezonu 2023/2024 spędził w drugoligowych rezerwach. 20 stycznia 2024 został wypożyczony do końca sezonu do pierwszoligowej Wisły Płock. 
5 sierpnia 2025 został zawodnikiem Znicza Pruszków . 

## Kariera reprezentacyjna
10 listopada 2017 zadebiutował w reprezentacji Polski w zremisowanym 0:0 meczu z Urugwajem. 

## Sukcesy

### Klubowe

#### Sheriff Tyraspol
- Mistrzostwo Mołdawii: 2018/19
- Puchar Mołdawii: 2018/19

#### Raków Częstochowa
- Wicemistrzostwo Polskiː 2020/2021
- Puchar Polskiː 2020/2021

## Statystyki kariery reprezentacyjnej
(aktualne na dzień 13 listopada 2017)
| Reprezentacja | Rok     | Występy | Gole |
| ------------- | ------- | ------- | ---- |
| Polska        | 2017    | 2       | 0    |
| Ogólnie       | Ogólnie | 2       | 0    |

| Mecze i gole w reprezentacji | Mecze i gole w reprezentacji | Mecze i gole w reprezentacji | Mecze i gole w reprezentacji | Mecze i gole w reprezentacji | Mecze i gole w reprezentacji | Mecze i gole w reprezentacji |
| Polska                       | Polska                       | Polska                       | Polska                       | Polska                       | Polska                       | Polska                       |
| Lp.                          | Data                         | Miejsce                      | Przeciwnik                   | Gol                          | Wynik                        | Rozgrywki                    |
| ---------------------------- | ---------------------------- | ---------------------------- | ---------------------------- | ---------------------------- | ---------------------------- | ---------------------------- |
| 1.                           | 10.11.2017                   | Warszawa, Polska             | Urugwaj                      |                              | 0:0                          | towarzyski                   |
| 2.                           | 13.11.2017                   | Gdańsk, Polska               | Meksyk                       |                              | 0:1                          | towarzyski                   |